# Heliconia reticulata
Heliconia reticulata är en enhjärtbladig växtart som först beskrevs av Robert Fiske Griggs, och fick sitt nu gällande namn av Hubert J.P. Winkler. Heliconia reticulata ingår i släktet Heliconia och familjen Heliconiaceae. Inga underarter finns listade.